# Fatso the Fat-Arsed Wombat

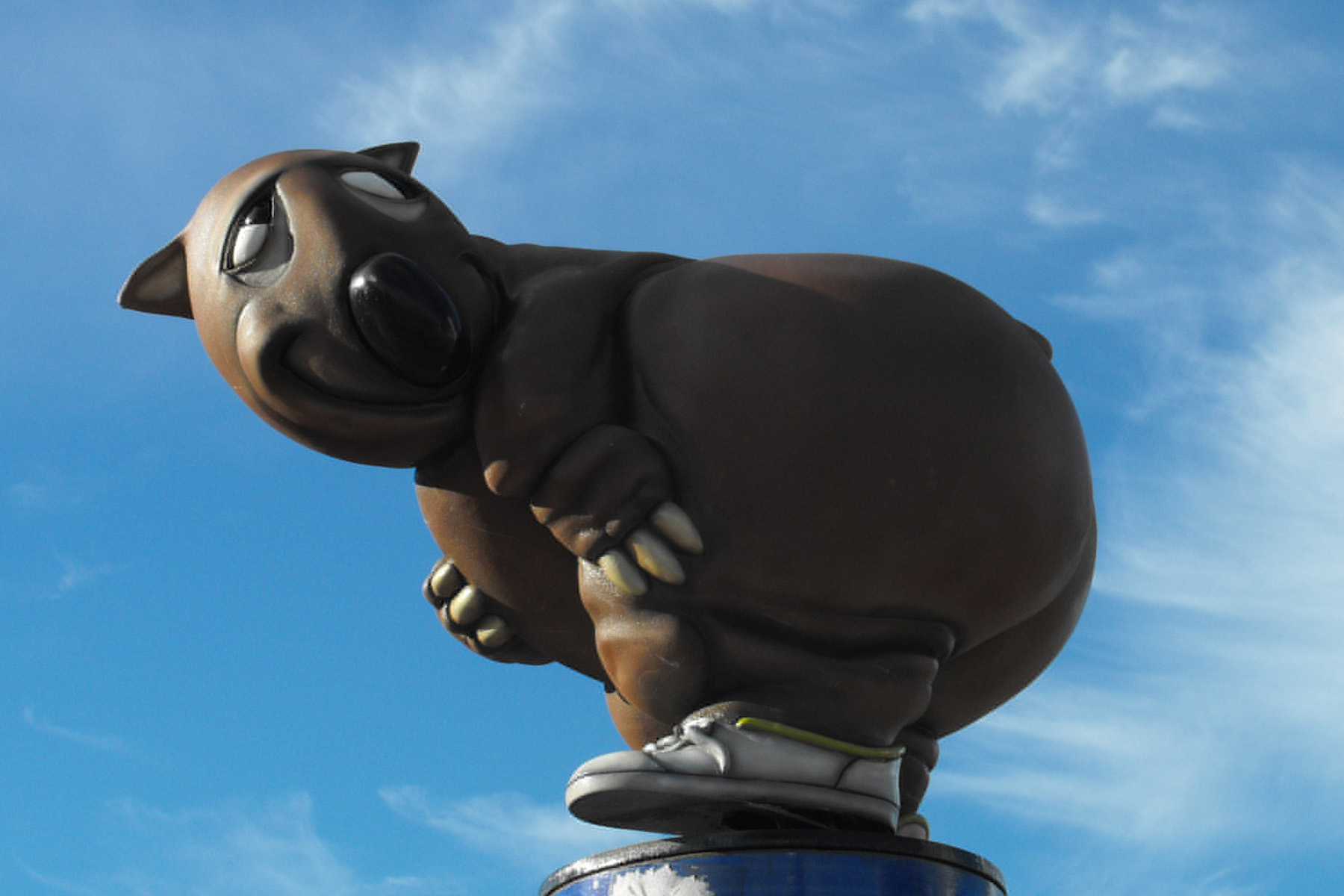
Fatso-Skulptur im Sydney Olympic Park

Fatso the Fat-Arsed Wombat (deutsch Fatso, der dickarschige Wombat) war das inoffizielle Maskottchen der Olympischen Sommerspiele 2000 in Sydney. Fatso ist im englischen Sprachraum eine abfällige Bezeichnung für eine übergewichtige Person.

## Entstehung
Fatso wurde von Paul Newell entworfen, der vorher als Zeichner bei Walt Disney tätig war. Auftraggeber war der australische Fernsehsender Channel Seven, auf dem während der Olympischen Sommerspiele die darauf anspielende Satireshow The Dream der Comedians HG Nelson und Roy Slaven ausgestrahlt wurde. Newell entwarf Fatso nach dem Vorbild eines Plüschtiers und kreierte einen Wombat mit einem ausgeprägt breiten Hinterteil. Fatso wurde durch die Fernsehsendung schnell bekannt und gewann die Sympathien des Publikums für sich.
Ein Unternehmen in Melbourne fertigte zwei „offizielle“ Fatso-Puppen an. Eine wurde im Fernsehstudio eingesetzt, die zweite wurde zu den australischen Athleten ins olympische Dorf gegeben.

## Reaktionen
Beim australischen Publikum avancierte Fatso zum beliebtesten Maskottchen der Olympischen Sommerspiele. Sowohl Syd, Olly und Millie, die offiziellen Maskottchen, als auch die Figur des Australischen Olympischen Komitees, ein boxendes Känguru, genossen weit weniger Popularität in der Bevölkerung, was sich für die Veranstalter vor allem in den schlechten Verkaufszahlen der Merchandising-Artikel zeigte. Den australischen Schwimmern Grant Hackett, Susie O’Neill und Michael Klim gelang es, Fatso zu ihren Siegerehrungen mit auf das Podest zu nehmen, was die Figur sowie die Sendung The Dream noch populärer werden ließ.
Aufkommende Nachrichten, dass die Veranstalter der Olympischen Spiele die Figur Fatso sowie deren Auftreten bei offiziellen olympischen Anlässen verbieten lassen wollten, wurden durch das Nationale Olympische Komitee von Australien dementiert.

## Sonstiges
Eine der Fatso-Puppen wurde nach den olympischen Spielen im Rahmen einer Charity-Auktion versteigert. Für über 80.000 $ gelangte Fatso in den Besitz von Kerry Stokes, dem Vorsitzenden der australischen Rundfunkgesellschaft Seven Network.
Vor dem ANZ Stadium im Sydney Olympic Park wurde eine Bronzeskulptur Fatsos auf einem Sockel aufgestellt, die ein Teil der olympischen Gedenkstätte zur Erinnerung an die Sommerspiele und den daran Beteiligten war. Nachdem die Skulptur zunächst im September 2010 Vandalismus zum Opfer fiel, verschwand sie etwa Anfang Oktober 2010 unter ungeklärten Umständen spurlos.